# Bobrowniki (powiat wągrowiecki)
Bobrowniki – osada w Polsce, w województwie wielkopolskim, w powiecie wągrowieckim, w gminie Wągrowiec.
Do 2023 miejscowość była częścią wsi Rudnicze.
Wieś duchowna, własność opata cystersów w Wągrowcu pod koniec XVI wieku leżała w powiecie kcyńskim województwa kaliskiego. W latach 1975–1998 Bobrowniki administracyjnie należały do województwa pilskiego.